# 易武栎
易武栎（学名：Quercus yiwuensis）是壳斗科栎属的植物，是中国的特有植物。分布在中国大陆的云南等地，生长于海拔1,000米的地区，多生长于石灰岩山地，目前尚未由人工引种栽培。